# Montoir-de-Bretagne
Montoir-de-Bretagne är en kommun i departementet Loire-Atlantique i regionen Pays de la Loire i nordvästra Frankrike. Kommunen ligger i kantonen Montoir-de-Bretagne som tillhör arrondissementet Saint-Nazaire. År 2022 hade Montoir-de-Bretagne 7 289 invånare.

## Befolkningsutveckling
Antalet invånare i kommunen Montoir-de-Bretagne
| Referens: INSEE |